# Michael Garrison (cyclisme)
Michael Garrison (né le 4 août 2001 à Decatur dans l'État de Géorgie), est un coureur cycliste américain. Son frère aîné Ian est également coureur cycliste.

## Biographie
En 2020, il rejoint l'équipe Hagens Berman-Axeon. Sa première saison est cependant perturbée par la pandémie de Covid-19,. L'année suivante, il devient champion des États-Unis du contre-la-montre chez les espoirs, deux ans après son frère Ian. 

## Palmarès
- 2018
  - 3ea étape du Tour de l'Abitibi (contre-la-montre)
  - 3e du Tour de l'Abitibi 
  - 3e du championnat des États-Unis du contre-la-montre juniors
- 2019
  - Tour de l'Abitibi :
    - Classement général
    - 1re et 3ea (contre-la-montre) étapes

  - 3e du championnat des États-Unis du contre-la-montre juniors
- 2020
  - 4e étape du Tour of Southern Highlands
  - 2e du Tour of Southern Highlands
- 2021
  -  Champion des États-Unis du contre-la-montre espoirs
- 2024
  - Pace Bend Weekend :
    - Classement général
    - 2e étape
- 2025
  - Rock&Road Criterium
  - 3e du Sunny King Criterium